# Agrionympha pseudovari
Agrionympha pseudovari là một loài bướm đêm thuộc họ Micropterigidae. Nó được Gibbs mô tả vào năm 2011. Loài này có ở Nam Phi, nơi nó chỉ được biết đến từ Tây Cape.
Chiều dài cánh trước khoảng 3,5 mm đối với con cái.

## Etymology
The specific name conveys the superficial similarity of this species to Agrionympha vari.